# 大公爵圣母
《大公爵圣母》（意大利语：Madonna del Granduca）是意大利文艺复兴艺术大师拉斐尔的一幅木板油画。这幅画大约绘制于1505 年，即拉斐尔抵达佛罗伦萨后不久。他在那里受到达芬奇的影响，使用晕涂法。这幅画曾属于托斯卡纳大公斐迪南三世（1769-1824），因而得名。  现藏于佛罗伦萨彼提宫。